# 大洋镇 (建德市)
大洋镇，中国浙江省西北部建德市下辖的一个镇。

## 行政区划
现辖：
大洋社区、麻车社区、三河社区、鲁塘村、庆丰村、胡店村、徐店村、里黄村、高垣村、杨桥村、贺宅村、大洋村、上源村、新源村、麻车村、柳村、青源村、建南村、倪家村、河源村、三河村和江东村。